# Свадебная площадь
Сва́дебная пло́щадь — площадь Дзержинска. Расположена в центральной части города.

## История
Долгое время считалась частью площади Дзержинского. В 1950-е годы здесь располагалась пожарная часть. В 1992 году из-за наличия тут городского ЗАГСа Постановлением мэрии № 220 площадь получила название Свадебная.

## Примечательные здания и сооружения

### Здания

#### Дворец химиков
Является доминантой площади. Представляет собой копию такого же здания в Нижнем Тагиле.

#### Стадион «Химик»
Портал стадиона (окончено строительство в 1960-х годах) вместе с бассейном образуют южную сторону площади, в то время как северную сторону площади образует АТС, а также жилой дом.

#### Круглый сквер
В центре сквера с елями находится часовня, освященная в честь Архангела Михаила.